# Диего, Элисео
Элисео Диего (исп. Eliseo Diego; 2 июля 1920, Гавана — 1 марта 1994, Мехико) — кубинский поэт, прозаик, переводчик, автор книг для детей.

## Биография
Отец — владелец мебельной фабрики, выходец из Испании (Астурия), вместе с семьей приехал на Кубу в 1900. Элисео вырос в загородном доме под Гаваной. Семья путешествовала по Франции и Швейцарии. В 1929, в период мирового экономического кризиса, отец разорился. В училище Элисео подружился с будущим поэтом Синтио Витьером, в 1936 они вместе начали выпускать журнал Свет (по названию училища). Познакомился с Марией Самбрано, выступавшей на Кубе с лекциями. В 1939 закончил Гаванский институт, в 1940 поступил на юридический факультете столичного университета, курса не кончил. В университете познакомился с семейством Гарсиа Маррус (позднее Диего и Витьер были женаты на сестрах из этого семейства).
Дебютировал книгой из трех новелл В темных руках забвенья (1942). Вместе с Хосе Лесамой Лимой и Синтио Витьером основал в 1944 журнал Orígenes. В 1952 закончил Уингейтский колледж в Северной Каролине (мать с детства мечтала, чтобы он преподавал английский). В 1953—1969 вместе с семьей жил в загородном доме своего детства. В 1955—1959 преподавал в Гаванском университете.
В 1959 журнал Орихенес, круг его издателей и авторов подвергся идеологической критике со стороны властей. В 1962—1970 Элисео Диего работал в отделе детской литературы Национальной библиотеки имени Хосе Марти. Занимался переводами c русского и английского, переводил на английский собственные стихи, выпускал книги для детей. В течение восьми лет (1958—1966) не публиковал стихотворных книг. В 1968, а также в 1971, 1972, 1977, 1981, посещал СССР. В 1975 познакомился и сдружился с Габриэлем Гарсиа Маркесом, в 1991 — с Рэем Бредбери, с которым поддерживал дружескую переписку.
Скончался от инфаркта. Похоронен на гаванском кладбище Колумба, рядом с могилой Хосе Лесамы Лимы.
Один из сыновей — писатель Элисео Альберто.

## Произведения

### Проза
- En las oscuras manos del olvido (1942)
- Divertimentos (1946)
- Noticias de la Quimera (1975)
- Libro de quizás y de quién sabe (1989)

### Поэзия
- En la Calzada de Jesús del Monte (1949)
- Por los extraños pueblos (1958)
- El oscuro esplendor (1966)
- Muestrario del Mundo o Libro de las Maravillas de Boloña (1967)
- Versiones (1970)
- Los días de tu vida (1977)
- A través de mi espejo (1981)
- Inventario de asombros (1982)
- Veintiséis poemas recientes (1986
- Soñar despierto (1988)
- Cuatro de Oros (1990)
- Conversación con los difuntos (1991, переводы)
- En otro reino frágil (1999)
- Aquí he vivido (2000)
- Poemas al margen (2000)

## Признание
Книги Элисео Диего переведены на многие языки. Премия Максима Горького за переводы русской поэзии (1979, Москва). Премия кубинской критики (1982, 1988, 1989), Национальная литературная премия (1986), премия Хуана Рульфо (1993) и другие награды.

## Публикации на русском языке
- Диего Э. Стихи // Поэзия Латинской Америки. — М.: Худож. лит., 1975. — С. 346—349.
- Диего Э. Книга удивлений / Пер. с исп. и предисл. П. Грушко. — М.: Худож. лит., 1983. — 271 с.
- Диего Э. Дивертисменты: Рассказы; Притчи; Миниатюры. — М.: Известия, 1986. — 160 с.

На русский язык стихи и прозу Диего переводили Павел Грушко, Анатолий Гелескул, Сергей Гончаренко.